# Palacio ducal de Medinaceli
El palacio ducal de Medinaceli (Provincia de Soria, España) ocupa todo un lateral de la Plaza Mayor. Obra del siglo XVII, empezó a construirse en 1625 por encargo del Duque de Medinaceli. Su arquitecto fue Juan Gómez de Mora sobrino de Francisco de Mora, con el que había trabajado en el Palacio Ducal de Lerma y con el que tiene un gran parecido.

## Historia
El palacio es renacentista y fue construido a lo largo del siglo XVII como sede de la casa de Medinaceli, cuyos escudos están dispuestos en la fachada. Cayó en desuso ya durante el siglo XIX y se deterioró hasta la ruina casi total, estado en el que estuvo durante décadas hasta que concluyeron parcialmente los trabajos de restauración iniciados a finales de los años noventa.
En diciembre de 2008 se inauguró un museo dedicado a exposiciones culturales, con diez salas que ocupan la práctica totalidad de la planta baja del antiguo palacio. Declarado Bien de Interés Cultural en la categoría de Monumento el 1 de junio de 1979.

## Descripción

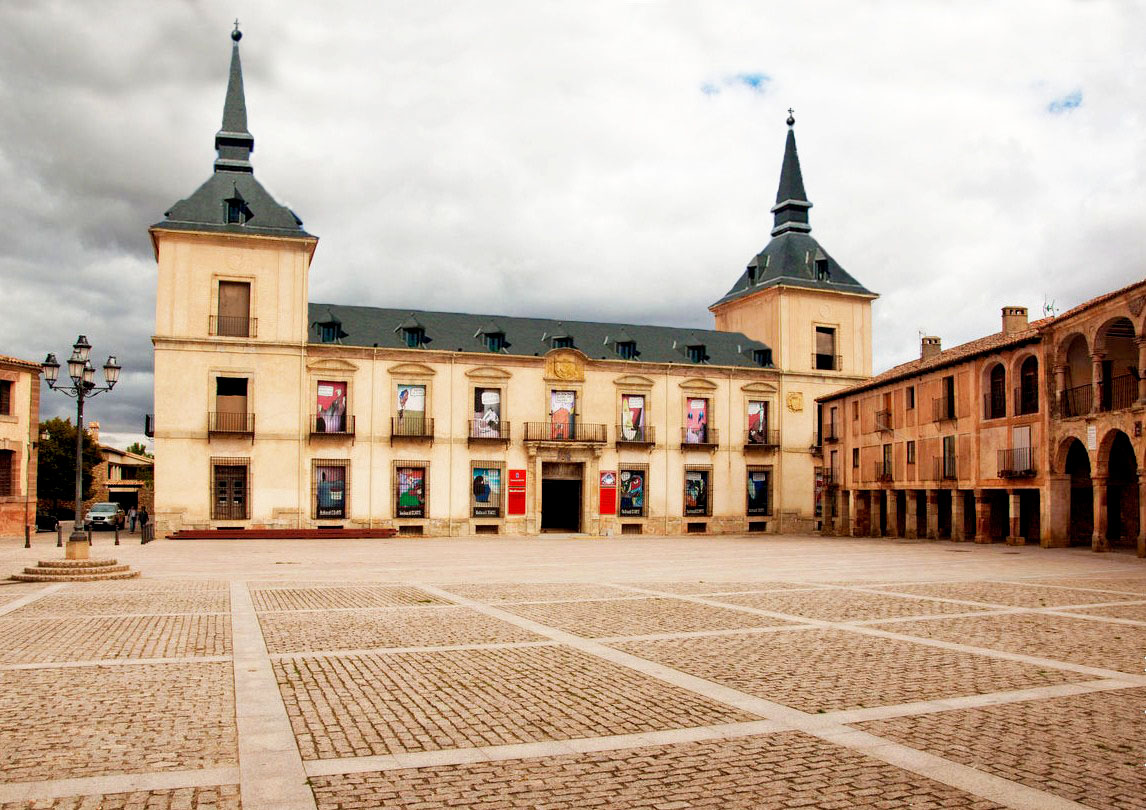
Recreación del Palacio Ducal con cubiertas y chapiteles de pizarra, tal y como fue ideado.

Se trata de un edificio renacentista estructurado en torno a un patio interior de dos pisos, y del que resalta su elegante y simétrica sobriedad
Su fachada de dos pisos flanqueada por dos torres se compone por una serie de balcones con frontones curvos que ordenan el conjunto y la puerta principal con el escudo de los Duques de Medinaceli, protegido por una cornisa. Las cubiertas fueron pensadas como en el palacio de Lerma, la Plaza Mayor y la Casa de la Villa de Madrid para ser realizadas en pizarra. Las torres, eliminadas en el siglo XIX y recuperadas en una restauración posterior, estarían rematadas con chapiteles, adquiriendo mayor altura.
En su interior puede visitarse diversos mosaicos romanos, como el encontrado en la Plaza Mayor, del siglo IV, con la Diosa Ceres como tema central y temas geométricos y animales enfrentados, o el encontrado en la calle San Gil, del siglo II, de teselas más pequeñas y con motivos geométricos y animales fantásticos.